# Edward Leonard Daab
Edward Leopold Daab (ur. 1893 w Firlejówce k. Lublina, zm. 5 sierpnia 1944 w Warszawie) – polski przedsiębiorca pochodzenia niemieckiego, działacz społeczny i polityczny, optyk i współwłaściciel stolarni. W latach 30. XX wieku, członek Komitetu Redakcyjnego „Gazety Przemysłowo-Rzemieślniczej”, kandydat warszawskiego środowiska rzemieślniczego na posła na Sejm RP w wyborach parlamentarnych w 1938 roku. W czasie II wojny światowej zaangażowany w działalność konspiracyjną. 
Był synem Fryderyka Franciszka Daaba i Ludwiki (z domu Uhle), ewangelików. Był optykiem, równocześnie prowadził wspólnie z rodziną stolarnię przy ul. Skierniewickiej 6/8 w Warszawie. Był bratem Leopolda Daaba oraz kuzynem Adolfa Daaba, warszawskiego przemysłowca i radnego Warszawy z przełomu  XIX i XX wieku. 
W latach II wojny światowej w stolarni funkcjonował lokal konspiracyjny, w którym odbywały się zebrania szkoleniowe członków Armii Krajowej oraz przechowywano osoby ukrywające się, w tym uciekinierów z getta warszawskiego. 
Podczas powstania warszawskiego w sierpniu 1944 Edward Daab został wypędzony z zakładu wraz z rodziną (z siostrą, dwoma braćmi, bratowymi i bratanicami) i rozstrzelany przez hitlerowców.
O stolarni rodziny Daab powstało opowiadanie Wióry (1970) autorstwa Bohdana Czeszki, który podczas okupacji pracował w tej stolarni. Postać z tego opowiadania, nazwana imieniem i nazwiskiem Edwarda Daaba, jest mężem Niemki i bardzo swobodnie posługuje się językiem niemieckim, w utworze deklaruje też narodowość niemiecką.
Pochowany na cmentarzu ewangelicko-augsburskim w Warszawie.